# Шамарин, Николай Николаевич
Никола́й Никола́евич Шама́рин (1903—1956) — советский учёный, инженер, конструктор морского вооружения. Лауреат двух Сталинских премий.
Николай Шамарин родился в Белозерске в семье механика винзавода. Братья Николая — Андрей, Борис и Владимир Шамарины, впоследствии выдающиеся инженеры, конструкторы, лауреаты Сталинских премий. Отец братьев, Николай Петрович, был конструктором-самоучкой, активно привлекал своих сыновей к проектированию и изготовлению своих изделий — оригинального токарного станка, аэросаней, мотоцикла, ветряных двигателей.
Николай в 1922 году окончил Череповецкое техническое училище, после которого работал токарем в Белозерске. После срочной службы в армии в 1926 году устроился токарем на Ленинградском заводе «Пионер». В начале 1930-х годов поступил в Ленинградский институт гражданского воздушного флота на факультет авиамоторостроения. По окончании института поступил на работу в ЦНИИМФ, где прошёл карьеру от научного сотрудника до главного конструктора направления. В 1936 году Шамарин предложил конструкцию биротативного двигателя (вращающиеся в противоположном направлении винты заметно уменьшали след движущейся торпеды). Во время Великой Отечественной войны руководил разработкой электрической бесследной торпеды ЭТ-80. В составе группы инженеров заводов № 231, «Двигатель» и «Электросила» руководил организацией производства торпеды в городе Уральске, куда были эвакуированы ленинградские предприятия. За время войны на заводе № 231 им. Ворошилова в Уральске было изготовлено 303 торпеды ЭТ-80. Шамарин, в группе других разработчиков, был удостоен Сталинской премии 1-й степени за 1943 год. В 1944 году Указом Президиума Верховного Совета ССР «за успешное выполнение заданий Правительства по разработке и созданию новых видов морского оружия и обеспечение ими ВМФ СССР» Николай Шамарин был награждён орденом Ленина.
После войны Николай Николаевич Шамарин занимал посты главного конструктора, а затем главного инженера ЦНИИМФ. Среди его работ — разработка самонаводящейся торпеды САЭТ-50М, на основе конструкции ЭТ-80 с применением трофейных немецких систем наведения. Он также принимал участие в работах по проектированию гигантской торпеды Т-15 с термоядерным зарядом. В честь выдающихся братьев-конструкторов был назван танкер-химовоз Северо-Западного морского пароходства «Братья Шамарины». В родном городе братьев в 1980-х годах установлен памятник-стела в их честь.